# Golpe de Estado en Mauritania de 1978
El golpe de Estado de Mauritania de 1978 fue un golpe militar incruento en Mauritania que tuvo lugar el 10 de julio de 1978. El golpe, liderado por el jefe del Estado Mayor del Ejército, el coronel Mustafa Ould Salek, que comandaba un grupo de oficiales subalternos, derrocó al presidente Moktar Ould Daddah, que gobernaba el país desde la independencia de Francia en 1960. El motivo principal del golpe fue la desafortunada participación de Daddah en la guerra del Sáhara Occidental (a partir de 1975) y la consiguiente ruina de la economía de Mauritania. Tras el golpe, Salek había asumido la presidencia de una junta militar recién formada, el Comité Militar para la Recuperación Nacional (CMRN), de 20 miembros. 
Informes desde la capital, Nuakchot, dijeron que no se habían escuchado disparos en la ciudad y no se habían anunciado víctimas.
Después de un período de encarcelamiento, a Ould Daddah se le permitió exiliarse en Francia en agosto de 1979 y regresar a Mauritania el 17 de julio de 2001.